# Universidad de Taubaté
La Universidad de Taubaté (UNITAU) es una universidad publica del gobierno municipal de la ciudad de Taubaté, además de contar con un campus en Ubatuba  en Brasil.
En 53 años de estudios superiores y 35 años como universidad ha formado a más de 88.000 alumnos, por lo que es la universidad más grande del cono este de São Paulo y una de los más tradicionales en el estado. [9] Es la primera universidad pública en el carácter municipal de América Latina, y recientemente fue elegida como la novena mejor universidad en el estado de São Paulo, también ocupó el puesto de la 40.ª mejor institución de educación superior en el país, y se encuentra entre los 75 mejores en América Latina.
La Unitau tal como se encuentra en la actualidad fue creada por la Ley Municipal n.º 1498 del 6 de diciembre de 1974, reconocida por el Decreto Federal n.º 78924/76 y credenciada por la Portaria CEE/GP n.º 30/03.

## Historia
Sin embargo, la historia de la educación superior de Taubaté se inicia con la creación de su primera facultad. La primera de ellas, la Facultad de Filosofía, Ciencias y Letras fue creada el 20 de septiembre de 1956; el 2 de septiembre de 1957 fue creada la Facultad de Derecho y también la Escuela de Contabilidad, la Escuela de Ingeniería apareció el 21 de noviembre de 1964, la Escuela de Medicina comienzño el 22 de abril de 1963, la Escuela de Trabajo Social inició sus actividades el 10 de mayo de 1963, la Escuela de Educación Física y Deportes el 7 de octubre de 1968. Estas facultades, creadas como instituciones municipales o como instituciones privadas, funcionaron a la vez, con la estructura, administración y enseñanza independientes.
El 3 de septiembre de 1973 las antiguas facultades se unieron, formando la Federación de Escuelas de Taubaté (FFT), que se convirtió en 1974 en la Universidad de Taubaté, instalada ek 2 de enero de 1976.
Su primer rector fue el entonces presidente de la Federación, José Alves, profesor de carrera de la Facultad de Derecho de Taubaté.